# Хенинг фон Тресков
Херман Карл Роберт Хенинг фон Тресков (Магдебург, 10. јануар 1901 — Кролови Мост, 21. јул 1944) је био генерал у немачком Вермахту који је организовао покрет отпора против Адолфа Хитлера. Покушао је да изврши атентат на Хитлера у марту 1943. године, а израдио је план за државни удар против немачке владе (операција Валкира) у коме су још учествовали многи високи немачки официри, међу њима су генерал Фридрих Олбрихт и пуковник Клаус фон Штауфенберг. Описан је од стране Гестапоа као главни покретач и човек који стоји иза јулске завере да се убије Хитлер. Извршио је самоубиство на Источном фронту дан након неуспешног атентата.